# Horisme impigra
Horisme impigra là một loài bướm đêm trong họ Geometridae.